# Poljane pri Podgradu
Poljane pri Podgradu so naselje v Občini Hrpelje  - Kozina.